# بندبن واجارگاه
بندبن واجارگاه، روستایی از توابع بخش کلاچای شهرستان رودسر در استان گیلان ایران است.
درزبان گیل بند به کمره و دامنه کوه را گویند.
بندبن زیر دامنه کوه. بندبن واجارگاه روستایی مربوط به قضیه واجارگاه می‌باشد.
محدود است از شمال به واجارگاه و از جنوب سیاهکله و فشکل پشته از مغرب به سلاکجان و از مشرق به سلیم سرا.
این روستا دارای آب-برق -تلفن -گاز کشی -شعبه نفت -مدرسه دخترانه -خانه بهداشت -نانوایی و جاده آسفالته می‌باشد. دارای مردمی زحمتکش و از پرورش دام -کشت چای و برنج امرار معاش می‌نمایند.
www faridrb blogfa com

## جمعیت
این روستا در دهستان بی‌بالان قرار دارد و براساس سرشماری مرکز آمار ایران در سال ۱۳۹۱، جمعیت آن ۵۵۰ نفر بوده‌است.